# Ektapro
Ektapro war die letzte Diaprojektorserie der Marke Kodak. Die Ektapro Projektoren gehören zu den Rundmagazinprojektoren und lösten die Carousel-S Projektoren und die Ektagraphic Projektoren (für den amerikanischen Markt) ab.
Wesentliche Neuerungen waren:
- ein GFK-verstärktes Plastikgehäuse
- eine RS-232-Schnittstelle zur Steuerung über den PC gemäß Kodak P-COM-Protokoll[1]
- ein automatischer Lampenwechsel der über Spiegel realisiert wurde (fällt während der Projektion eine Lampe aus so wird automatisch die zweite Lampe angeschaltet.)
- ein Einbauschacht für diverse Erweiterungskarten (z. B. zur MIDI Steuerung).

Es existierten fünf verschiedene Ausstattungsvarianten und 3 Baureihen:
- Ektapro 3000 (einfachste Ausstattung, Standalone Betrieb, keine RS-232 Schnittstelle)
- Ektapro 4000 (autom. Lampenwechsel und RS-232 Schnittstelle [nur Eingang])
- Ektapro 5000 (autom. Lampenwechsel, Timer, Autofokus und RS-232 Schnittstelle [nur Eingang])
- Ektapro 7000 (autom. Lampenwechsel und RS-232 Schnittstelle [Eingang und Ausgang])
- Ektapro 9000 (Vollausstattung mit autom. Lampenwechsel, Timer, Autofokus und RS-232 Schnittstelle [Eingang & Ausgang] sowie einer automatischen Diamagazinrückstellung).

Die Baureihen unterschieden sich durch kleine technische Änderungen von den Vorgängern und wurden nach folgendem Prinzip gekennzeichnet: Serie0 mit x000, Serie1 mit x010 und Serie2 mit x020. Eine Änderung zwischen den Baureihen war die Einführung einer HighLight-Schaltung, mit der die verwendete Lampe auf eine höhere Leuchtkraft gesetzt wurde.
Betrieben werden die Ektapro Projektoren mit 82V/300 Watt Kaltlichtspiegellampen sowie Rillen- und Zahnstangenobjektiven.
Baugleich zum Ektapro sind die Leica Pradovit RT Projektoren, die auch nach Einstellung der Kodak Modelle verkauft werden.
Für die Steuerung der Projektoren über die RS-232 Schnittstelle existieren sowohl kommerzielle Software als auch Open-Source Programme, die z. B. die Erstellung von Diashows mit Überblendvorgängen zwischen mehreren Projektoren auch ohne Hardware-Steuerungseinheiten erlauben.